# The Greatest Hits – Volume 2: 20 More Good Vibrations
A The Greatest Hits – Volume 2: 20 More Good Vibrations a The Beach Boys egyik válogatásalbuma, amit 1999-ben jelentetett meg a Capitol Records, ugyanazon a napon mint a társát a The Greatest Hits - Volume 1: 20 Good Vibrations albumot.
A lemez főleg a Beach Boys korai slágereit tartalmazza, amik kimaradtak az előző lemezről, mint az In My Room" és a "Don't Worry Baby", de megtalálhatók a későbbi érettebb és komplexebb dalok is az 1967–1970-es periódusból a "Heroes and Villains"-től, egészen az Al Jardine producelte nemzetközi sikert elérő "Cottonfield"-ig.
A korai dalok producereinek kreditjei felül voltak vizsgálva a későbbiekben. Az eredetileg "The Beach Boys" prucelte, "Heroes and Villains", "Wild Honey", "Darlin' " és "Friends" most már Brian Wilsont jelöli meg producerként.
A The Greatest Hits – Volume 2: 20 More Good Vibrations a 192. helyet érte el az U.S.A.-ban, miután az ABC-n leadták a Beach Boys életét bemutató filmet.

## Számlista
Minden dal Brian Wilson/Mike Love szerzemény, kivéve ahol jelölve van.
1. "In My Room" (Brian Wilson/Gary Usher) – 2:11
2. "The Warmth of the Sun" – 2:50
3. "Don't Worry Baby" (Brian Wilson/Roger Christian) – 2:50
4. "All Summer Long"  – 2:06
5. "Wendy" – 2:23
6. "Little Honda" – 1:50
7. "When I Grow Up (To Be a Man)" – 2:02
8. "Please Let Me Wonder" – 2:45
9. "You’re So Good to Me" – 2:14
10. "The Little Girl I Once Knew" – 2:36
11. "Caroline, No" (Brian Wilson/Tony Asher) – 2:17
12. "Heroes and Villains" (Brian Wilson/Van Dyke Parks) – 3:37
13. "Wild Honey" – 2:37
14. "Darlin'" – 2:12
15. "Friends" (Brian Wilson/Dennis Wilson/Carl Wilson/Al Jardine) – 2:30
16. "Do It Again" – 2:18
17. "Bluebirds over the Mountain" (Ersel Hickey) – 2:51
18. "I Can Hear Music" (Jeff Barry/Ellie Greenwich/Phil Spector) – 2:38
19. "Break Away" (Brian Wilson/Murry Wilson) – 2:55
20. "Cottonfields" (Huddie Ledbetter) – 3:04

A The Greatest Hits – Volume 2: 20 More Good Vibrations (Capitol 7243 5 20238 2) 1 hetet töltött a listán, és a 192. helyik jutott az U.S.A.-ban.

## Fordítás
Ez a szócikk részben vagy egészben  a   The Greatest Hits – Volume 2: 20 More Good Vibrations című angol Wikipédia-szócikk fordításán alapul.  Az eredeti cikk szerkesztőit annak laptörténete sorolja fel. Ez a jelzés csupán a megfogalmazás eredetét és a szerzői jogokat jelzi, nem szolgál a cikkben szereplő információk forrásmegjelöléseként.